# Cervarix
Cervarix er en vaccine mod nogle typer af human papillomavirus (HPV), som ved kronisk infektion kan medføre kræft i livmoderhalsen. Vaccinen der er produceret og markedsført af GlaxoSmithKline beskytter mod HPV 16,18, 31, 33 and 45 som står for omkring 90 % af alle tilfælde af livmoderhalskræft.
HPV-virusset er en seksuel overført sygdom og meget almindelig. Det anslås at optil 70–80 % af den seksuelle aktive befolkning på et tidspunkt i livet vil blive inficeret. Normalt klarer kroppens immunforsvar selv at slå infektionen ned, men nogle få kvinder får en kronisk infektion der kan lede til livmoderhalskræft. Tidlig seksuel debut og en promiskuøs livsførelse med mange sexpartnere kan øge en kvindes risiko for at pådrage sig livmoderhalskræft. Derudover fordobler rygning risikoen for at udvikle livmoderhalskræft.
Cervarix er en præventiv og ikke helbredende vaccine. Dvs. den skal helst gives før den seksuelle debut. Den giver ikke en 100 % beskyttelse mod livmoderhalskræft hvorfor nogle læger anbefaler vaccinerede kvinder stadig at få lavet regelmæssige screening.